# Charles Fraser
Charles Fraser o Frazer ( 1788 – 22 de diciembre de 1831 ) fue un militar, y botánico Colonial de Nueva Gales del Sur de 1821 a 1831. Recolectó y catalogó numerosas especies vegetales australianas, participando en numerosas expediciones botánicas. Fue miembro de la "Expedición Stirling de 1827, y su reporte de calidades de los suelos fue instrumental en la decisión de establecer la Colonia del río Swan.

## Primeros tiempos y carrera militar
Charles Fraser nace en Blair Athol, Perthshire, Escocia en 1788. Trabaja como jardinero hasta enlistarse como soldado en el 56.º Regimiento el 8 de junio de 1815; sirviendo en las Indias Orientales y luego arriba a Sídney a bordo del buque de convictos Guildford el 8 de abril de 1816. Allí, se le reconocen sus aptitudes de horticultor, siendo designado por concurso superintendente de los Reales Jardines Botánicos de Sídney, posición que mantendría hasta su deceso. En noviembre de 1816, Fraser es transferido al 46.º Regimiento. Y en agosto de 1817, al 48.º Regimiento de Infantería. El 6 de enero de 1821, Fraser pide la baja del Ejército y formalmente es Botánico Colonial, posición que poseía informalmente al menos desde 1819.

## Exploraciones
Desde 1817, Fraser viaja extensamente como recolector botánico. Fue miembro de tres expediciones de John Oxley: la de 1817 al río Lachlan y a Bathurst, la de Oxley de 1818 al noreste de Nueva Gales del Sur, y la de Oxley de 1819 a las áreas de Port Macquarie y del río Hastings. Visita Tasmania en 1820, y en 1826 está en Tasmania, Nueva Zelanda y la isla Norfolk.

### Expedición al río Swan
A principios de 1827, Fraser es designado para acompañar al Capitán (más tarde Almirante Sir) James Stirling a la "Expedición al río Swan de 1827, exploración al río Swan en las costas occidentales de Australia, certificando su bondad como sitio de una nueva colonia británica. Arriban al área a bordo del HMS Success el 4 de marzo. Luego de supervisar las aguas costeras de Swan, Stirling y Fraser brevemente reconocen las partes bajas del río el 7. Al siguiente día, Stirling parte con 18 marineros en dos botes, explorando río arriba el Swan. Con Stirling y Frederick Garling, Fraser escala el Monte Eliza, siendo los primeros europeos en hacerlo. Al actual Perth, Stirling nombra una zona cerca de la isla Heirisson: "Punta Fraser", en su honor, y a unos 1,8 km aguas arriba Fraser descubre un arroyo de agua dulce y una laguna a las que llama "Arroyo Clause" y "Laguna Clause", en honor del compañero explorador Frederick Clause. La partida acampa en tal arroyo, y a la mañana siguiente tres originarios Noongars se acercan a Fraser mientras estaba solo en el campo, gesticulando molestos para que se fuera.
El 14 de marzo, la partida pasando por el río Swan alcanza la confluencia con el Arroyo Ellen, y ya no pueden seguir en los botes. Stirling divide la partida en tres grupos, explorando cada una en diferentes direcciones. El grupo de Fraser se dirige al este, descubriendo "muchas curiosas e interesantes especímenes botánicos y sectores graníticos". Luego cada grupo retorna a la confluencia del Swan con el Ellen, y reunidos bajan el río Swan, arribando al barco el 18.
Al concluir la expedición, Fraser escribe un optimista reporte de calidades de los suelos del área. Ese reporte , que Statham-Drew lo describe como "eufórico", declara: "Es dada mi opinión de que las tierras vistas en los Bancos del río Swan, no hesitando en pronunciarme en ser superiores a otros cualquiera que haya visto al este de Nueva Gales del Sur en las Montañanas Blue...." Junto con este reporte tan efusivo sobre las calidades navales, estratégicas y geológicas del área, los reportes fueron instrumentales en convencer a la Colonial Office para establecer la Colonia del río Swan, dando ímpetu al periodo de excesivas publicidades favorables, tanto que se llamó "río Swan mania".
En realidad sus suelos eran malos, por lo que Fraser más tarde fue pesadamente criticado por las falsedades de su reporte. Posteriores análisis de los reportes de su expedición mostraron que solo habían explorado estrechas franjas de ricos suelos aluviales cerca del río Swan, y nunca vieron los pésimos suelos grises infértiles que constituyen la mayoría de las planicies arenosas. También se argumentó que las aseveraciones de Fraser sobre fertilidad del suelo estaban influenciadas por el verdor y aparente salud de las plantas nativas, método que aú tiene cierta validez en Inglaterra, pero muy poca en Australia donde la inmensa mayoría de las especies están adaptadas a los suelos secos, e infértiles. Finalmente, Appleyard (1979) especula que "la pregunta debe formularse de que: un persuasivo Stirling indudablemente influyó - sin malicia y seductoramente por su entusiasmo - en Charles Fraser para dar crédito a sus posturas profesionales y administrativas?"
Fraser recibió las peores injurias de los colonos del río Swan por su pésima información recibida. Sobre los ataques a Fraser, Eliza Shaw escrribió "ese hombre que reportó que eran buenas tierras debería ser colgado nueve veces". Un oficial naval conocedor del río Swan escribió que el reporte de Fraser había sido "altamente colorido" y fue inevitable que los colonos se sintieran defraudados. El colono John Morgan indirectamente criticó a Fraser con su comentario de que los botánicos eran incapaces de pensar en tierras agrícolas, y sí en discutir "sobre los méritos y caracteres de un extraordinario arbusto". Finalmente, en diciembre de 1832, Robert Lyon escribe "imperdonable pecado de Fraser": no haber sabido medir la extensión de buenas tierras del área.

### Últimas expediciones
En 1828, Fraser acompaña al Allan Cunningham en la expedición que conectaría la Colonia de la bahía Moreton con Darling Downs, vía Paso Cunningham. Luego ese año es enviado por el gobernador a recolectar plantas y establecer un jardín botánico público en Brisbane.
Charles Fraser fallece el 22 de diciembre de 1831. Había recolectado y catalogado centenares de especies australianas.

## Honores

### Epónimos
De acuerdo a Hall (1978), más de treinta especies se nombraron en su honor, incluyendo a especies de los géneros Acacia, Boronia, Allocasuarina, Dysoxylum, Dryandra, Ficus, Hakea, Lomatia, Marsdenia, Persoonia, Sophora, Swainsona.
- La abreviatura «C.Fraser» se emplea para indicar a Charles Fraser como autoridad en la descripción y clasificación científica de los vegetales.[7]